# Coudoulous (rivière)
Pour les articles homonymes, voir Coudoulous (homonymie).
Le Coudoulous est une rivière française du département du Gard en région Occitanie et un affluent en rive gauche de l'Arre, c'est-à-dire un sous-affluent de l'Hérault.

## Géographie
D'une longueur de 12,6 kilomètres, le Coudoulous prend sa source sur la commune de Arphy à 1 340 mètres d'altitude, au sud du col de la Lusette (1 351 m), dans la forêt domaniale de l'Aigoual et le parc national des Cévennes.
Il coule globalement du nord vers le sud.
Il conflue sur la commune de Avèze, à 236 mètres d'altitude.

### Communes et cantons traversés
Dans le seul département du Gard, le Coudoulous traverse les cinq communes sauvantes, dans un canton, de l'amont vers aval, d'Arphy (source), Aulas, Bréau-et-Salagosse, Molières-Cavaillac, Avèze (confluence).
Soit en termes de cantons, le Coudoulous prend source et conflue dans le même canton du Vigan, dans l'arrondissement du Vigan.

### Bassin versant
Le Coudoulous traverse une seule zone hydrographique 'L'Arre' (Y201) de 174 km2 de superficie. Ce bassin versant est constitué à 85,87 % de « forêts et milieux semi-naturels », à 11,45 % de « territoires agricoles », à 2,84 % de « territoires artificialisés ».

### Organisme gestionnaire
L'organisme gestionnaire est l'EPTB SMBFH ou syndicat mixte du bassin du fleuve Hérault, créé en 2009 et sis à Clermont-l'Hérault.

## Affluents
Le Coudoulous a six affluents référencés :
- le valat de l'Abreuvoir (rg[note 1]) 0,7 km, sur la seule commune de Arphy.
- le ruisseau de Navès (rg) 3,6 km, sur la seule commune de Arphy.
- le ruisseau de Salzet (rg) 1,5 km, sur la seule commune de Arphy.
- le ruisseau de Balquinet (rg) 1 km, sur les deux communes de Arphy et Aulas.
- la rivière le Souls (rd) 10,1 km, sur la seule commune de Bréau-et-Salagosse avec quatre affluents :
  - le ruisseau des Ardaillers (rd) 1 km sur la seule commune de Bréau-et-Salagosse.
  - le ruisseau du Verdeirol (rd) 1,5 km sur la seule commune de Bréau-et-Salagosse.
  - le ruisseau d'Ourtiguès (rd) 1,8 km sur la seule commune de Bréau-et-Salagosse.
  - le ruisseau du Sambuguet (rg) 2,2 km sur la seule commune de Bréau-et-Salagosse.
- le ruisseau le Rieu (rd) 3,4 km, sur la seule commune de Bréau-et-Salagosse.

### Rang de Strahler
Donc son rang de Strahler est de trois.